# Милкендорф
Милкендорф (њем. Mielkendorf) општина је у њемачкој савезној држави Шлезвиг-Холштајн. Једно је од 165 општинских средишта округа Рендсбург. Према процјени из 2010. у општини је живјело 1.369 становника. Посједује регионалну шифру (AGS) 1058105.

## Географски и демографски подаци
Милкендорф се налази у савезној држави Шлезвиг-Холштајн у округу Рендсбург. Општина се налази на надморској висини од 29 метара. Површина општине износи 7,8 km². У самом мјесту је, према процјени из 2010. године, живјело 1.369 становника. Просјечна густина становништва износи 176 становника/km².